# 살리프 디아우
살리프 알라산 디아우(프랑스어: Salif Alassane Diao, 1977년 2월 10일 ~ )는 세네갈의 전 축구 선수로, 포지션은 수비형 미드필더였다.
디아우는 그가 17살일 때 세네갈에서 프랑스로 이주했고, 트로페 데 샹피옹과 디비시옹 1에서 그의 경력을 도왔던 AS 모나코에서 시작했다. 그는 AS 모나코에서의 일반적인 자리를 유지하는데 실패했고 2000년에 세단으로 옮겼다. 디아우는 그 후 여러 프리미어리그 팀의 관심을 끌었던 세네갈과 인상적인 2002년 FIFA 월드컵을 보냈다. 그 경기에서 우승한 것은 리버풀이었고, 2002년에 디아우와 5백만 파운드에 계약했다.
그의 리버풀 시절은 성공적이지 못했고, 그는 버밍엄 시티, 포츠머스, 스토크 시티로 임대 보내졌다. 그는 2007년에 스토크에 영구적으로 자유 이적했고, 2008년에 스토크가 프리미어리그로 승격하는 것을 도왔다.

## 구단 경력

### AS 모나코
디아오는 탐바쿤다주 케두구에서 태어났다. 그는 17살의 나이에 프랑스로 옮기기 전에 고국에서 경력을 시작했다. 그는 1996년 AS 모나코에서 프로 경력을 시작했지만 1996-1997년 시즌에 AS 모나코에서 전혀 출전하지 않았고 리그 2 팀인 SAS 에피날로 임대되어 클럽에서 2경기를 뛰었다. 그는 1997-98년 시즌에 AS 모나코로 돌아왔고 클럽에서 두 번째 시즌에 12번 이겼다. 그는 또한 1999-2000년 시즌에 디비시옹 1에서 우승한 AS 모나코 팀의 일원이었다. 그는 또한 2002년 아프리카 네이션스컵에서 준우승을 차지했는데 세네갈은 카메룬에 연장전에서 패했다.

### 스당
2001년, 그는 스당과 계약을 맺었다. 그는 2001-02년 시즌 스당에서의 첫 시즌에 UEFA컵 3경기를 포함하여 모든 경기에 32경기에 출전했다. 그는 2001년 7월 28일 바스티아와의 1-1 무승부에서 처음으로 경기에 선발 출전했다. 그는 UEFA컵에서 2경기를 추가하며 클럽에서의 두 번째 시즌에 22경기에 출전했다. 그의 마지막 경기는 잉글랜드 클럽 리버풀에 합류하기 전인 2002년 4월 6일, 로리앙과의 1-1 무승부에서였다.

### 리버풀
그는 대한민국과 일본의 2002년 FIFA 월드컵 직전에 프랑스 클럽 스당의 전 리버풀 감독 제라르 울리에와 500만 파운드에 계약했다. 그는 세네갈이 8강에 오르도록 도왔고, 가장 눈에 띄는 것은 1라운드에서 덴마크를 상대로 기억에 남는 골을 넣었지만, 그 후 레드카드를 받았다.
클럽에서, 그는 훌리에에 의해 포지션 밖으로 사용되는 경향이 있었고, 종종 센터백 또는 풀백으로 뛰었고, 그 결과로 그가 클럽에서 중앙 미드필더 역할을 할 수 있는지를 증명할 기회가 없었지만, 증거는 그가 다소 그의 깊이를 벗어났다고 시사했다. 그의 첫 리버풀 골은 챔피언스리그의 스파르타크 모스크바를 상대로 나왔다. 그는 2002년 10월, 리즈 유나이티드와의 1-0 승리에서 총 3골을 넣었고, 리그에서 단 한 골만 넣었다. 그는 셰필드 유나이티드와의 준결승 1차전을 포함하여, 초반 라운드에 자주 출전했음에도 불구하고 승리한 2003년 풋볼 리그 컵 결승전에서 리버풀 선수단에서 제외되었다.
디아우는 라파엘 베니테스에 의해 정확한 위치에서 경기를 치렀지만, 몇몇 좋지 않은 경기력으로 인해 풀럼에서 4-2로 이긴 후 샤비 알론소에 의해 교체되었다. 리버풀은 디아우가 교체 투입되었을 때 2-0으로 뒤졌지만, 그는 풀럼이 기이한 뒷꿈치를 시도하면서 넣은 골 중 하나에 잘못이 있었다. 디아우는 몇 달 동안 출전하지 않았음에도 불구하고, 2005년 리버풀이 챔피언스리그에서 우승했을 때 이스탄불에 있었다. 그는 단 한 번만 출전했고, 조별 리그에서 올림피아코스 원정 경기에 교체 출전했다. 디아우가 밀월을 상대로 EFL컵에서 마지막 골을 넣은 것은 2004-05년 시즌이었고, 그는 2005년 1월 노리치 시티에서 리버풀 소속으로 마지막 경기를 치렀다.
2005년 1월, 버밍엄 시티는 리버풀의 첫 팀이 되는 데 어려움을 겪었던 디아우를 남은 시즌 동안 임대로 데려갔지만, 그는 거의 즉시 부상으로 버밍엄에서의 그의 임무를 마쳤다. 라파엘 베니테스와 수비형 미드필더 모하메드 시소코의 도착은 그의 리버풀 경력의 끝을 알렸다. 시소코는 베니테스에 의해 "새로운 비에라"로 낙인 찍혔고, 디아오는 리버풀에 도착하자마자 훌리에로부터 같은 꼬리표를 받았다.
디아우는 2005-06년 시즌 리버풀에 의해 등번호 15번이 새로 영입된 피터 크라우치에게 주어지면서 등번호를 부여받지 못했다. 그는 2005년 8월에 긴 시즌 임대로 포츠머스에 입단했지만 시즌의 대부분을 부상으로 보냈다. 시즌이 끝날 무렵 포츠머스 감독인 해리 레드냅은 부상이 심한 성격 때문에 그와 영구적으로 계약할 수 있는 옵션을 선택하지 않기로 결정했다. 2006년 7월 디아우는 프리미어십 팀인 찰턴 애슬레틱에 의해 재판을 받았다. 그는 클럽에서 의료 수술에 실패했고, 따라서 계약할 수 있는 기회를 끝냈다.

### 스토크 시티
2006년 10월 10일, 디아우는 스토크 시티에 임대로 합류했다. 그는 나흘 후 리즈 유나이티드와의 원정 경기에서 스토크 소속으로 데뷔 전을 치렀다. 그는 스토크 소속으로 변함없는 선수가 되었고, 팀을 하나로 묶었고, 경기의 속도와 속도를 늦췄다. 2006-07년 시즌 동안 스토크 시티의 부활은 살리프의 맹활약이 큰 부분을 차지했다고 생각된다. 2007년 1월 25일, 스토크에서 그의 계약은 시즌이 끝날 때까지 연장되었다. 2006-07년 시즌이 끝날 때, 디아우는 리버풀에서 방출되었고 스토크와 계약할 것으로 예상되었지만, 그는 그의 건강 수준에 대해 걱정했기 때문에 계약을 맺지 않았다.

## 국가대표팀 경력
디아우는 세네갈 국가대표팀으로 2000년 이래로 39번 출전하여 4골을 넣었는데, 그는 2002년 FIFA 월드컵에서 덴마크를 상대로 공격을 하는 것을 포함하여 그 과정에서 그를 준비시키기 위해 그의 팀 동료들의 연속적인 빠른 패스 후에 득점했다. 그는 나중에 같은 경기에서 높은 태클로 퇴장 당했다. 디아우는 2002년 아프리카 네이션스컵에 진출한 세네갈 팀에 속해 있었고, 세네갈은 결승전에서 카메룬에 패배하여 준우승을 차지했고, 2004년 아프리카 네이션스컵에 진출한 세네갈 국가대표팀의 일부였다.
그는 또한 2002년 FIFA 월드컵 8강에 진출한 팀이었고, 당시 현재 챔피언이었던 프랑스를 1-0으로 이긴 것을 포함하여 경기를 뛰었고, 덴마크와 1-1로 비긴 후 퇴장을 당했을 때, 다음 두 경기를 결장했지만 튀르키예로 8강 출구로 돌아갔다. 그는 또한 2002년, 2006년, 그리고 2010년 세 번의 월드컵에서 세네갈의 예선 전에 참여했다. 세네갈이 2010년 FIFA 월드컵에 진출하지 못하자, 스토크 시티 팀 동료인 압둘라예 파예와 이브라히마 송코와 함께 디아우는 다카르에서 군중 문제에 휘말렸다.